# Swati Piramal
Swati Piramal, née le 28 mars 1956 est l'une des plus grandes scientifiques et femmes d'affaires de l'Inde, dans le domaine de la santé, avec une approche mettant en avant la santé publique et  l'innovation. Elle est vice-présidente de Piramal Enterprises Ltd (anciennement connu sous le nom Piramal Healthcare), une firme pharmaceutique indienne œuvrant sur la mise au point de nouveaux médicaments à des prix abordables.

## Biographie

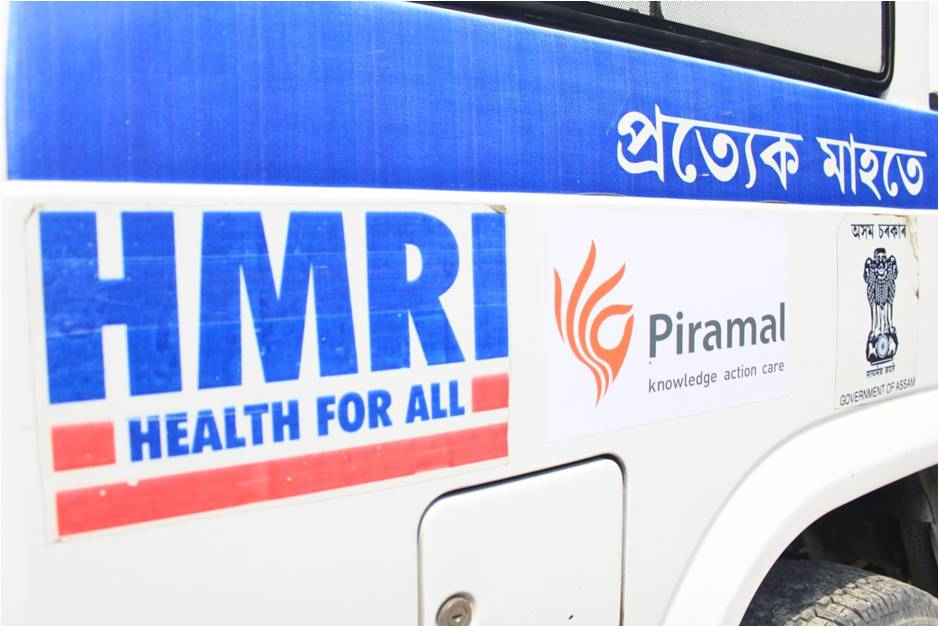
Le service mobile de santé Piramal HMRI

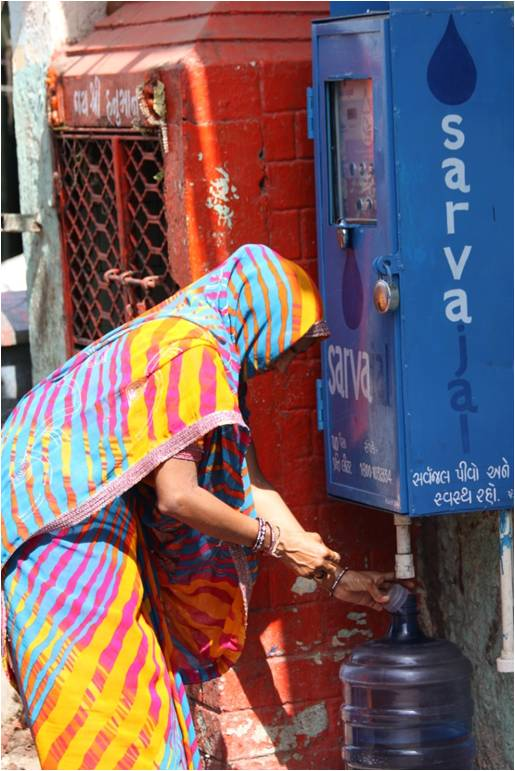
Point d'approvisionnement de la Fondation Sarvajal pour l'eau potable

Née en 1956, Swati se marie, à peine âgée de 17 ans, avec Ajay Piramal, et étudie la médecine à l'Université de Bombay. Pendant ses études, observant sur les trottoirs de la métropole des enfants atteints de poliomyélite, dans un quartier comptant de nombreux migrants non immunisés, elle lance une campagne de vaccination. Des chansons et des jeux expliquent aux habitants des bidonvilles que la maladie n'est pas le diable, des coupons de tissus sont remis aux familles qui se font vacciner. Elle obtient son diplôme de médecine en 1980.
En 1983, sur un terrain offert par son beau-père (un millionnaire du textile), elle fonde l'hôpital Gopikrishna Piramal de Bombay. Un centre de médecine sportive est créé à l'hôpital, le premier de son genre en Inde, se consacrant notamment au traitement de l'arthrite des enfants handicapés, aux personnes âgées et aux blessures sportives. Elle lance Ostop Inde, un programme de prévention de l'ostéoporose, et un centre de détection du diabète, et de l'épilepsie. Cofondatrice en 1988, avec son mari, et dirigeante de l'entreprise pharmaceutique Nicholas Piramal,  elle lance des campagnes de santé publique contre les maladies chroniques, l'ostéoporose, le paludisme, la tuberculose, l'épilepsie et la polio. Mère de deux enfants, elle repart sur les bancs de l'école en 1992 comme étudiante à l'Harvard School of Public Health,. À son retour, elle renforce l'usage des nouvelles technologies dans ses équipes et introduit une politique de recherche, là où les entreprises indiennes procédaient par copie et reproduction de médicaments. Elle dirige une équipe de scientifiques sur le cancer, le diabète, les inflammations et sur les maladies infectieuses, avec un portefeuille de plus de 200 brevets internationaux, et l'introduction de nouveaux médicaments, en essais cliniques à l'échelle mondiale. Le groupe Piramal Enterprises Ltd devient une multinationale, avec des entités de fabrication et de distribution  de médicaments dans plus de 100 pays. Elle écrit plusieurs livres dans le domaine de la nutrition clinique et de la nutrition pour les patients souffrant d'insuffisance rénale.
En tant que directrice de la Fondation Piramal, elle aide à promouvoir la santé dans l'Inde rurale avec HMRI (un service mobile de santé), des projets d'aide à l'autonomie de femmes, et des actions de soutien pour faire émerger de jeunes leaders. Elle est administratrice de la fondation Sarvajal pour l'eau potable. Elle apporte sa contribution à l'émergence de femmes dans des rôles de premier plan. Elle est la première femme présidente de l'Association des chambres de commerce et d'industrie de l'Inde, l'ASSOCHAM, en 90 ans d'existence,. Elle cherche également à influencer les politiques publiques de santé. Elle devient membre du Conseil consultatif scientifique du Premier ministre, ainsi que du Conseil de commerce du premier ministre.
Elle siège actuellement au conseil consultatif des doyens de la Harvard School of Public Health et de la Harvard Business School, ainsi que dans d'autres conseils d'établissements universitaires indiens et internationaux (par exemple à l'Université de Pennsylvanie). Elle défend également les idées et les talents scientifiques de l'Inde au comité de la propriété industrielle de l'Organisation mondiale de la santé.

## Récompenses et distinctions honorifiques
Elle a reçu de nombreux prix indiens ou internationaux, en particulier :
- 2006 – Elle est faite chevalier de l'Ordre national du Mérite par le Président de la République française Jacques Chirac[5],[6].
- 2012 – Une des plus hautes décorations civiles indiennes, le Padma Shri, lui est remise par la présidente de l'Inde, Pratibha Patil[7].
- 2012 – Swati reçoit le Alumni Merit Award[8].
- 2013 – Elle est nommée avec son époux aux Forbes Philanthropy Awards 2013[9].